# Joan Llor
Joan Llor Benet (1742-1805) fou un mestre fuster establert a Olot.

## Biografia
Fill d'un fuster reconegut a la comarca, Joan Llor Benet pertany a una nissaga de fusters que es remunta com a mínim al segle xvii. Era l’hereu d’una família nombrosa, amb tretze germans. Treballà la segona meitat del segle XVIII i tenia el seu taller al carrer sant Rafel d’Olot, molt a prop de l'església de Sant Esteve.
Als 30 anys contragué matrioni amb Lucrècia Llorens (1748-1827), filla d’un conegut ferrer olotí, amb qui van tenir catorze fills. Va fer servir la professió del seu sogre per complementar i millorar els seus mobles. El seu fill gran, en Josep Llor Llorens (1773-1839) va estudiar a Escola de Dibuix d’Olot. Posteriorment heretà el taller del seu pare, que continuà obert fins l’any de la seva mort.

## Obra
Joan Llor destaca perquè el més habitual és que els fusters d'aquesta època no signessin els seus treballs, però el 1999 es va trobar un moble amb decorats arabescs platejats amb la seva signatura i a partir d'aquí i amb l'ajuda de la informació documentada a l'Arxiu Comarcal de la Garrotxa es va poder investigar la seva figura.
Llor feia aquestes decoracions platejades arabesques amb una amalgama de mercuri i estany, metalls poc estables i difícils de conservar.
Com a mestre fuster, feia servir fustes sortides dels boscos propers (roure, noguera, pi roig, boix, pollancre, salze, àlber i cirerer) L'interior del moble sovint era d'àlber o pollancre, més econòmiques, lleugeres i fàcils de treballar, i per les parts exteriors sovint utilitzava noguera garrotxina, especialment fosca, amb moltes vetes i que és molt valorada. Per al procés constructiu, feia servir plantilles i per dissenyar calaixeres, escriptoris i guarda-robes, i inscripcions per indicar els emmetxats, fet que ha permès identificar diversos dels seus mobles repartits per les comarques gironines.
Els seus clients es trobaven a la Garrotxa i a les comarques properes. Entre els més destacats, s'hi troben nobles de la zona com Anton Llopis, Francesc Vallgornera i Ignasi Fontanella. Es conserven dos calaixeres seves a Can Trinxeria, i diversos mobles a col·leccions particulars.
El 2023 el Museu de la Garrotxa li va dedicar una exposició monogràfica, comissariada per Mònica Piera, on es van poder veure 8 mobles del mestre fuster. L’exposició parteix d’una recerca portada a terme per Mónica Piera, de l'Associació per a l’Estudi del Moble, qui va portar a terme l’estudi històric i les fitxes tècniques dels mobles i l’equip de José F. García, Àngels Miquel, Anna Vila, Zoel Fornier de la Universitat de Barcelona, els quals van realitzar l’estudi tècnic de l’embotit metàl·lic.